# مسجد عبد الله بن الحارث
جامع عبد الله بن الحارث هو أحد المساجد التي أنشئت في عصر الدولة الأيوبية في مصر، يقع بصفط تراب بالمحلة الكبرى. يتكون المسجد من حجرة يزعم أن بها قبر الصحابي عبد الله بن الحارث و قبر خادمه سيدى البيومى.